# Ozero Levanovo
Ozero Levanovo (ryska: Озеро Леваново) är en sjö i Belarus.   Den ligger i voblasten Vitsebsks voblast, i den nordöstra delen av landet, 180 km nordost om huvudstaden Minsk. Ozero Levanovo ligger 161 meter över havet. Arean är 0,12 kvadratkilometer.
I omgivningarna runt Ozero Levanovo växer i huvudsak blandskog. Runt Ozero Levanovo är det glesbefolkat, med 16 invånare per kvadratkilometer.